# Итахари
Итахари (непальск. इटहरी) — город и муниципалитет в юго-восточной части Непала. Расположен в районе Сунсари зоны Коси Восточного региона страны.
Итахари находится в равнинном физико-географическом регионе Тераи, на реках Сунсари, Будхи и Тенгра. Высота города над уровнем моря составляет 104 м. Через Итахари проходит шоссе Махендра, пересекающее страну с запада на восток, а также шоссе Коси, идущее с севера на юг. Это делает город важным транспортным узлом, что способствует его быстрому росту и развитию. Имеется регулярное автобусное сообщение с крупными городами Непала.
По данным переписи 2011 года население муниципалитета составляет 74 501 человек, из них 35 439 мужчин и 39 062 женщины.